# The Songs of Distant Earth
The Songs of Distant Earth (As Canções da Terra Distante, no Brasil) é um livro de Arthur C. Clarke que narra o encontro entre os habitantes de uma colônia isolada terrestre no planeta Thalassa, e os passageiros de uma imensa nave espacial que aporta no planeta devido a um defeito técnico.
Na história uma jovem de Thalassa apaixona-se de um dos ocupantes da nave, que promovem um choque cultural, porém seu amor é sem esperança por causa do comprometimento do rapaz com uma mulher que jaz congelada dentro da nave a espera do destino final da viagem, 200 anos-luz de distância.